# FreeCol
FreeCol is een turn-based strategy computerspel en een kloon van Colonization van Sid Meier. FreeCol is vrije software; het is beschikbaar onder de GNU General Public License. FreeCol is hoofdzakelijk geschreven in Java en het kan hierdoor op meerdere platformen gespeeld worden, waaronder Windows, Mac OS X en Linux.

## Overzicht
Het spel begint in het jaar 1492 en de speler en andere Europeanen proberen koloniën op te bouwen in Nieuwe Wereld. In het begin ontvangt de speler steun van de koning in Europa zolang dat nodig is. Na verloop van tijd kan de kolonie zich onafhankelijk verklaren.
De eerste versie werd uitgebracht op 2 januari 2003. Het was 'Project van de Maand' op SourceForge.net in februari 2007.